# Conogethes pinicolalis
Conogethes pinicolalis is een vlinder uit de familie van de grasmotten (Crambidae), uit de onderfamilie van de Spilomelinae. De wetenschappelijke naam van deze soort is voor het eerst voorgesteld door Hiroshi Inoue en Hiroshi Yamanaka in een publicatie uit 2006.

## Verspreiding
De soort komt voor in China, Japan, Taiwan en Thailand.

## Waardplanten
De rups leeft op Pinaceae-soort(en).